# Vrapče
Vrapče je zagrebačko gradsko naselje na zapadnom dijelu grada. Pripada gradskoj četvrti Podsused – Vrapče. Vrapče se dijeli na Gornje Vrapče, Vrapče centar i Vrapče jug. Kroz to područje teče potok Vrapčak. Nekad je ovaj kvart bio poznat zagrebačkim izletnicima koji su planinarili na Medvednicu putevima koji su prolazili kroz Vrapče. Vrapče je prepoznatljivo po Psihijatrijskoj bolnici. Riječ je o najstarijoj i najvećoj psihijatrijskoj ustanovi u Zagrebu, a projektirao ju je 1877. godine Kuno Waidmann. Jedina je bolnica u Zagrebu namjenski građena za potrebe psihijatrijskog liječenja. Unutar bolnice smještena je srednja medicinska škola. Prema popisu stanovništva iz 2021., naselje ima 7678 stanovnika. Glavno je sjedište poštanskog ureda 10090 Zagreb – Susedgrad koji označava sva Susedgradska područja koja pripadaju gradskim četvrtima Podsused – Vrapče i Stenjevec.

## Povijest
Arheološka istraživanja dokazuju da su na području Vrapča živjeli paleolitski lovci. Špilja Veternica na Medvednici služila je kao sklonište, a u njoj su pronađeni brojni ostatci kostiju i lubanja špiljskog medvjeda. U Vrapču je pronađeno više nekropola iz razdoblja kulture žarnih polja iz 12. i 13. stoljeća prije Krista, uz današnju Bolničku cestu. Također je iskopana i keramička posuda iz razdoblja od 1230. do 1100. prije Krista. Pronađeni su i mnogi predmeti iz predrimskog doba, kao što je Silvanov žrtvenik pronađen 1894. godine, izrađen od kamena iz kamenoloma u Vrapču.
Do 1933. godine Vrapče je bilo selo koje se prostiralo od podnožja Medvednice niz potok Vrabečak, danas Vrapčak, pa sve do Save. Stanovnici sela na ravnici prema Savi, kao što su Rudeš, Jarun, Prečko i Špansko, zvali su se Poljanci. Uz glavnu cestu su se nalazile kuće u nizu, a crkva i škola koje su označavale centar sela bile su dosta udaljene od glavne ceste. Današnja jezgra Vrapča puno je bliža Ilici i Aleji Bologne.
Dana 22. veljače 2025. u Vrapču je otvorena nova tržnica, građena od ožujka do prosinca 2024. nakon rušenja stare zgrade tržnice. Nova tržnica uključuje vanjski i unutarnji predio za različite potrebe trgovaca i rad tržnice, kao i podzemnu garažu s 21 parkirnim mjestom. Radovi na tržnici koštali su više od 3 milijuna eura.

## Stanovništvo
Godine 1865. Gornje Vrapče imalo je 99 kuća i 798 stanovnika, a Donje Vrapče 51 kuću i 489 stanovnika. Vrapče je pripojeno Zagrebu 1950. godine, a nagli rast broja stanovnika zabilježen je 1970-ih i 1980-ih godina zahvaljujući gradnji novog naselja Gajnice i stambenog bloka Stenjevec-sjever. Usporedbe radi, Vrapče, koje je 1880. imalo 245, a 1931. godine 1994 stanovnika, u vrijeme popisa 1971. imalo je čak 13 180 stanovnika.

## Vanjske poveznice
- http://x-ica.com/upoznaj-kvart-vrapce/ Upoznaj kvart – Vrapče | X-ica
- Vrapče / Povijest zagrebačkih naselja / ZGportal Zagreb